# زباد نخلی آفریقایی
گربه (زَبّاد) نخلی آفریقایی (نام علمی: Nandinia binotata) نام یک گونه از زیرراستهٔ گربه‌سانیان است. زباد نخلی آفریقایی در بیشتر مناطق جنوب صحرای آفریقا از گینه تا سودان جنوبی ، از جنوب تا آنگولا و تا شرق زیمبابوه پراکنده است.